# (11847) Winckelmann
(11847) Winckelmann est un astéroïde de la ceinture principale.

## Description
(11847) Winckelmann est un astéroïde de la ceinture principale. Il fut découvert le 20 janvier 1988 à Tautenburg par Freimut Börngen. Il présente une orbite caractérisée par un demi-grand axe de 2,67 UA, une excentricité de 0,06 et une inclinaison de 10,2° par rapport à l'écliptique.

## Compléments